# Pierre-Jean Grosley
Pierre-Jean Grosley (Troyes, 18 novembre 1718 – 4 novembre 1785) è stato uno storico e scrittore francese.

## Biografia

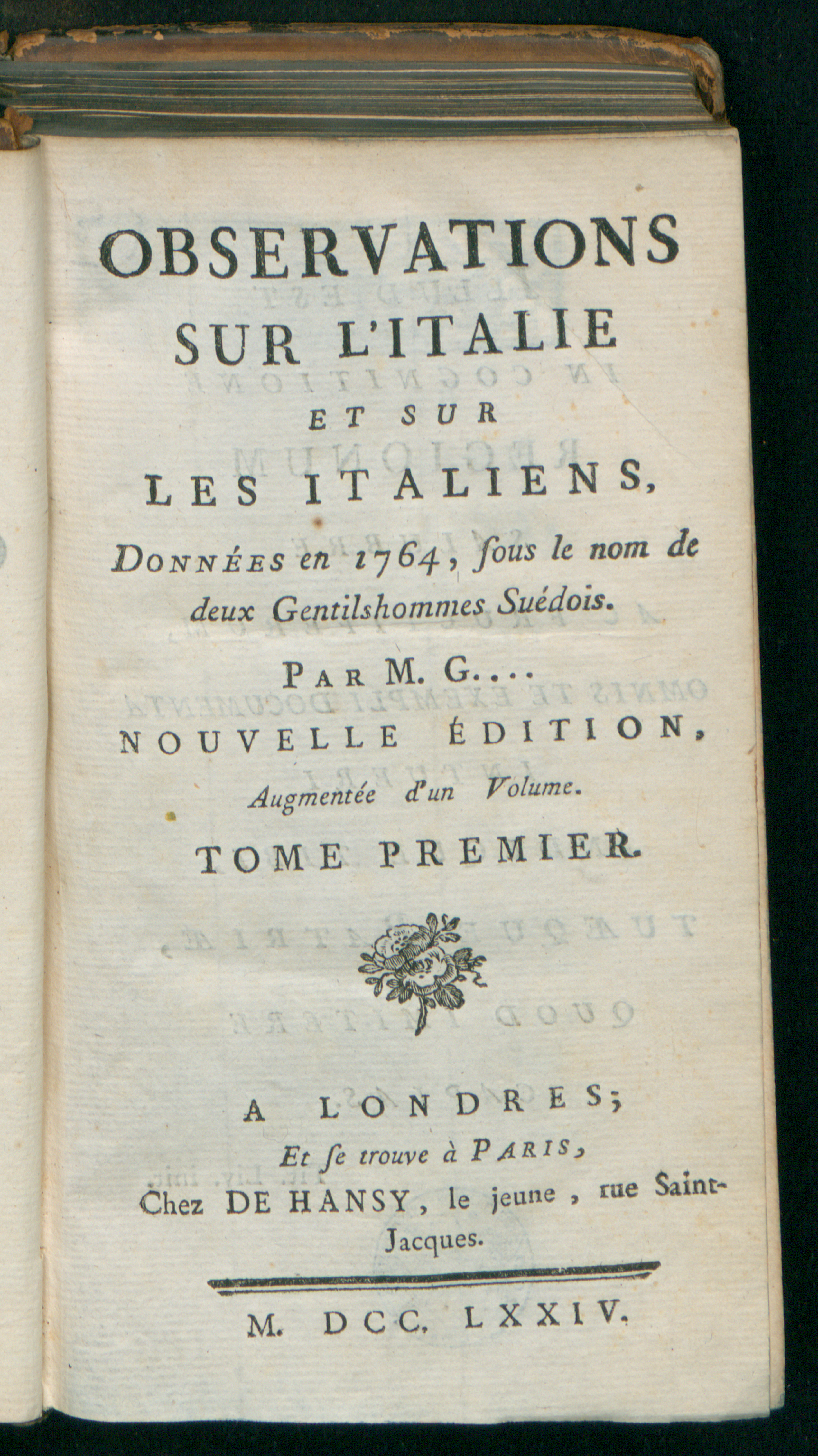
Observations sur l'Italie et sur les Italiens, 1774

Fu uno storico locale, scrittore di viaggi e osservatore dei costumi dell'età dell'Illuminismo e collaboratore dell'Encyclopédie ou Dictionnaire raisonné des sciences, des arts et des métiers. Grosley fu un magistrato nella sua nativa Troyes, dove ebbe l'opportunità di sentire il dialetto locale, che egli descrisse in un giornale (1761). Al momento della sua morte era impegnato nella pubblicazione delle sue Mémoires historiques et critiques pour l'histoire de Troyes, delle quali solo il primo volume venne edito (Parigi, 1774).
Grosley raccolse molti manoscritti medievali nel corso delle sue ricerche. Un manoscritto della chanson de geste Garin le Loherain con l'iscrizione di Garey fu parte della collezione Philipps e ora è conservata nella Bancroft Library presso l'Università della California - Berkeley.
A seguito del suo soggiorno in Italia come capo militare del maresciallo de Maillebois durante la guerra di successione austriaca, egli pubblicò le sue Observations sur l'Italie et les Italiens.
In un secondo momento entrò in una competizione ordinata dall'Accademia di Digione nel 1750, che venne vinta da  Jean-Jacques Rousseau con i suoi Discours sur les sciences et les arts. Nel 1752 egli pubblicò le sue Recherches pour servir à l'histoire du droit françois. 
Grosley fu nominato collaboratore dell'Académie royale des inscriptions et belles-lettres nel 1761.
A seguito di un anno passato a Londra (1765) egli produsse una serie di critiche allo stile inglese. Il suo Londres (Neuchâtel 1770), tradotto da Thomas Nugent e pubblicato in due volumi da Lockyer Davis nel 1772 col titolo A Tour to London; Or New Observations on England and its Inhabitants by M. Grosley, fu letto con piacere dagli stessi inglesi. Nel 1766 Grosley venne eletto membro della Royal Society.
Grosley collaborò per la realizzazione dei volumi IV e XIV dell'Encyclopédie di Diderot e d'Alembert.
Le sue New Observations on Italy and its Inhabitants furono pubblicate a Londra nel 1764.
A Troyes gli è stata intitolata rue Pierre-Jean-Grosley.